# Klášter Chilandar
Monastýr Chilandar (v srbštině Хиландар/Hilandar, řecky Χιλανδαρίου) je srbský klášter v mnišském státě Svatá hora (Aγιoν Oρoς) na řeckém poloostrově Athosu v Egejském moři. Chilandar je připomínán poprvé v roce 1015 Až do roku 1165 byl klášter opuštěn a pobořen. Roku 1198 byl byzantským císařem dán do správy srbskému caru Štěpánu Nemanjovi. Klášter byl podstatněji rozšířen ve 14. století.
Klášter vyhořel v letech 1722, 1775 a 2004. Poslední požár v březnu 2004, který postihl 55 % celého objektu, si vyžádal nákladnou rekonstrukci areálu ve výši 23,5 milionů €, která trvala celkem pět let.

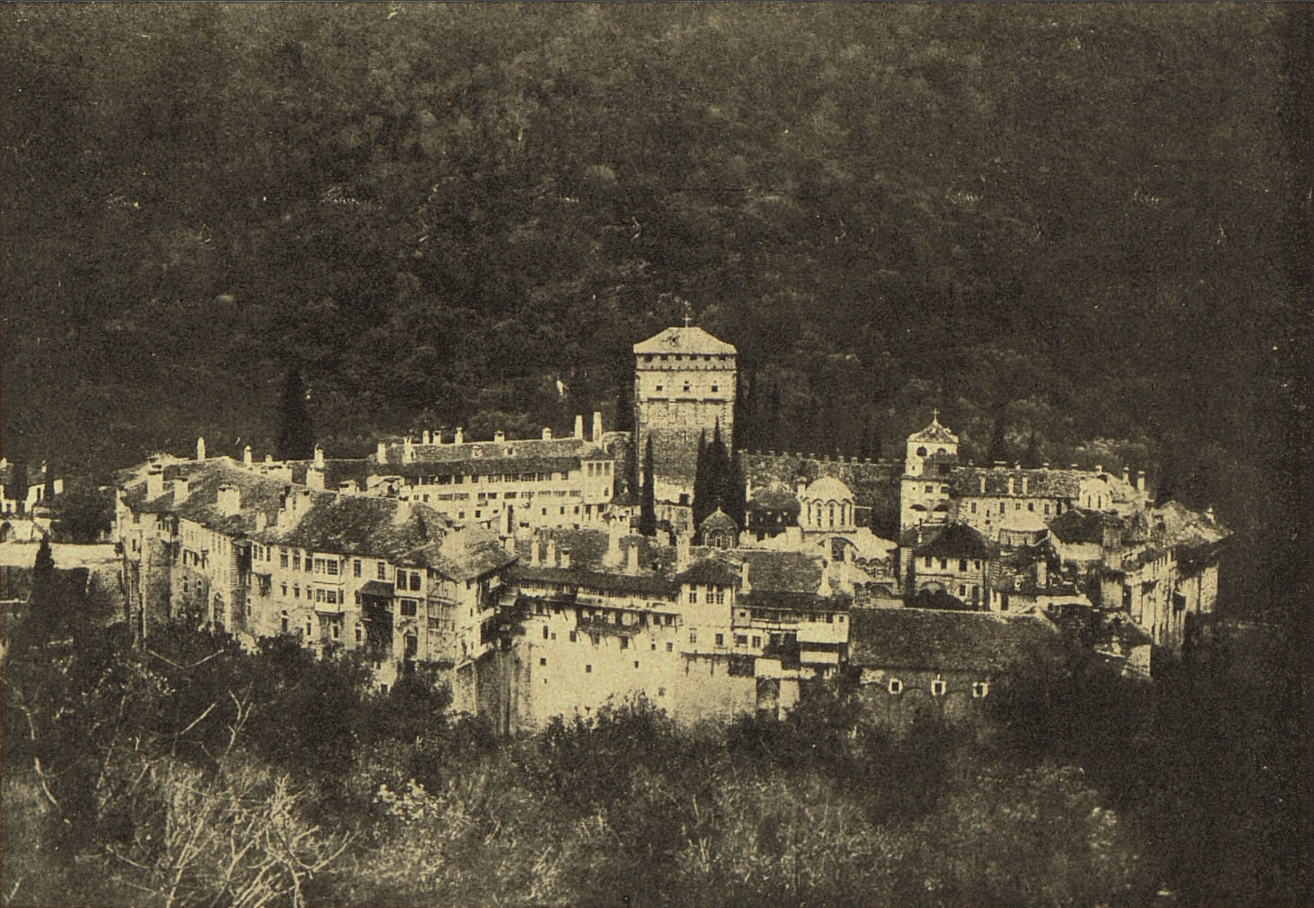
Klášter Chilandar na Athosu (1917)

V klášteře Chilandar žil také český mnich Sáva Chilandarec, vlastním jménem Slavibor Breüer (1837-1912), který o hoře Athos napsal rozsáhlou monografii Kniha o Svaté Hoře Athonské (1911), dosud zřejmě nejpodrobnější práci, jaká o Athosu v češtině existuje.